# Sans famille (film, 1946)
Pour les articles homonymes, voir Sans famille (homonymie).
Pour plus de détails, voir Fiche technique et Distribution.
Sans famille (Senza famiglia) est un film italien réalisé par Giorgio Ferroni et sorti en 1946.
Il s'agit d'une adaptation du roman homonyme d'Hector Malot, paru en 1878. Le roman de Malot avait déjà été transposé au cinéma en France à l'époque du cinéma muet avec deux films (tous deux réalisés par Georges Monca, respectivement en 1913 et 1925), puis également avec une version sonore en 1934 réalisée par Marc Allégret. De nombreux autres ont suivi, dont le populaire anime japonais Rémi sans famille (1977).

## Synopsis

### Première partieSenza famiglia
Le petit Remigio, abandonné par sa riche famille, est confié à un couple de paysans, qu'il croit être ses vrais parents. Le père, fatigué de l'enfant, le vend à un musicien ambulant, qui l'emmène de village en village à la recherche d'aumônes et devient son professeur.
Soudain, Remigio rencontre sa vraie mère, sans connaître sa véritable identité, mais cette rencontre sera contrariée par son oncle, qui veut être le seul héritier de la famille.

## Fiche technique
- Titre français : Sans famille
- Titre original italien : Senza famiglia[1]
- Réalisation : Giorgio Ferroni
- Scénario : Aldo Dal Fabbro, Giorgio Ferroni, Piero Tellini d'après Hector Malot
- Photographie : Giuseppe Caracciolo
- Montage : Giorgio Ferroni
- Musique : Ennio Porrino
- Décors : Ottavio Scotti (it)
- Costumes : Amleto Bonetti
- Maquillage : Piero Mecacci
- Production : Michele Scalera, Salvatore Scalera
- Sociétés de production : Scalera Film
- Pays de production :  Italie
- Langue originale : italien
- Format : Noir et blanc • 1,37:1 • Son mono • 35 mm
- Durée : 158 minutes (82 + 76 minutes)
- Genre : Drame
- Dates de sortie :
  - Italie : 10 janvier 1946
  - Belgique : 30 avril 1948 (Bruxelles)
  - France : 13 avril 1949

## Distribution
- Luciano De Ambrosis : Remigio
- Erminio Spalla : Vitali
- Bianca Doria : Elena Milligan
- Elio Steiner : Giacomo Milligan
- Olga Solbelli : Virginia, la gouvernante
- Mariù Pascoli : Lisa
- Elisa Zago : Mère Giovanna Barberin
- Giuseppe Zago : Beppe
- Memmo Carotenuto : Riccardino
- Giorgio Piamonti : Garofoli
- Otello Seno : Riccardo
- Luciano Zambon : Matteo
- Emilio Baldanello
- Maria Pia Colonnello
- Nada Fiorelli
- Egisto Olivieri
- Piero Pastore
- Carlo Micheluzzi

## Production
Le film a été tourné en 1944, dans la république de Salò, à Venise, dans les studios de la Scalera à Cinevillaggio sur l'île Giudecca, et terminé la même année.

## Exploitation
En raison des événements de la guerre, le film n'est arrivé dans les salles de cinéma italiennes que le 10 janvier 1946.
En raison de sa longueur excessive, il a été divisé en deux parties (la seconde partie s'intitulait Ritorno al nido (litt. « Retour au nid ») et est sortie dans les salles environ un mois plus tard).
Ce diptyque est l'un des rares films produits pendant la brève période d'activité du Cinevillaggio à avoir été diffusé à la télévision.